# 約瑟夫·博克斯霍爾
約瑟夫·格羅夫斯·博克斯霍爾（英語：Joseph Groves Boxhall，RD，1884年3月23日—1967年4月25日），是英格蘭海員，也是英國皇家郵輪鐵達尼號四副和皇家海軍後備隊中校。

## 早年生活
約瑟夫·博克斯霍爾出生於航海世家。1899年6月2日，15歲的博克斯霍爾跟隨父祖輩的腳步，在威廉湯瑪斯航運（William Thomas Line）的一艘大型鐵身帆船上，展開為期四年的航海學徒訓練。在此期間，他進行了廣泛的航行，包括俄羅斯、地中海、北美洲、南美洲以及澳大利亞。然後，他在威爾森航運（Wilson Line）與他的父親一起工作，並在1907年9月獲得航海長證書、11月加入了白星航運。1911年10月1日，成為皇家海軍後備隊中尉。1908年7月，他擔任海洋號六副時，認識了查爾斯·萊托勒。1911年，轉到阿拉伯人號服務，然後在1912年擔任鐵達尼號四副，當時他28歲。

## 擔任鐵達尼號副官
就像其他船副一樣，博克斯霍爾於1912年3月26日上午9時整向白星航運的利物浦辦公室報到。22時許，他與三副赫伯特·彼特曼、五副哈羅德·羅威和六副詹姆斯·穆迪一起離開利物浦。次日中午抵達貝爾法斯特，到鐵達尼號上任職。在接下來的幾天裡，博克斯霍爾都在和其他船員們準備這艘新船的試航。4月2日試航通過後，4月4日停靠在南安普敦港，準備迎接大部分船員和首航的準備工作。4月10日首航出發當天，博克斯霍爾在艦橋工作，根據船長愛德華·約翰·史密斯和港口領港的指示，對發動機室發出命令。他的常規職責包括瞭望員的排班、協助導航，並在必要時協助乘客和船員。
4月14日事故當晚，博克斯霍爾正在休班、在海官起居艙休息。23時40分，當鐵達尼號與冰山發生碰撞時，博克斯霍爾正走出他的寢室，他聽到瞭望員敲響的警鐘，然後在撞擊後抵達艦橋。他後來在聽證會中作證說，當時看到一副威廉·默多克正在向舵手下令滿舵，同時用蒸汽機指令傳輸電報機下令機艙「所有發動機全速反轉！（Full Astern）」，然後關閉水密門。片刻之後，船長抵達艦橋詢問情況。一副默多克報告後，船長命令博克斯霍爾下去檢查船首。他沒有發現任何損壞，繼續巡視後，一位乘客遞給他一大塊已經落到甲板上的冰塊。
經過15分鐘的損害檢查，博克斯霍爾回到艦橋，然後向船長報告說他沒有親眼看見任何受損，船長便命令博克斯霍爾去通知木匠。半路上，奔跑的木匠驚叫著告訴他「前面一下子就被淹沒了」，緊隨其後的是郵政職員約翰·理查·傑戈·史密斯（John Richard Jago Smith），他們向船長證實郵件室已經嚴重淹水了。隨後，船長命令博克斯霍爾去通知二副查爾斯·萊托勒和三副赫伯特·彼特曼，這兩位海官在碰撞時正在寢室休班，他們曾出來觀望，然後又回到寢室等待命令。接下來，博克斯霍爾負責計算鐵達尼號的位置。船長拿著他寫的座標去電報室要求傑克·菲利浦發送「CQD」遇險呼叫；但博克斯霍爾給的資訊不準確，錯誤將該船定位在冰帶西側，導致將救援人員導向25公里遠的地方。
4月15日0時45分，博克斯霍爾和舵手喬治·湯瑪斯·羅維（George Thomas Rowe）開始用艦橋上的斜軌發射遇險訊號彈，直到1時25分左右用光了一盒訊號彈。當羅維去拿另一盒訊號彈時，博克斯霍爾掃視了地平線，他在遠處發現了一個輪船的光點（可能是加州人號的桅燈），他和舵手羅維試圖用光線發射摩斯電碼聯繫船隻，但沒有成功。博克斯霍爾後來向船長詢問是否覺得情況非常嚴重，船長回答說「這艘船會在一小時到一個半小時內沉沒」。後來，博克斯霍爾負責指揮2號救生艇並划船，該艇於1時45分從左舷側下水，他因為擔憂沉船時的吸力而遠離鐵達尼號。博克斯霍爾沒有看到鐵達尼號最後沉沒時的情景，因為燈光熄滅時他的救生艇距離大約1公里外。他詢問2號救生艇的女性乘客們，是否願意回去事故現場拯救落海者，但是她們表示不願意。4時左右，博克斯霍爾在地平線上發現了卡柏菲亞號，他點燃了多枚綠色訊號彈來引導該船。在獲得卡柏菲亞號救援後，博克斯霍爾前往艦橋，告訴該船船長亞瑟·羅斯特龍「鐵達尼號在凌晨2點30分左右沉沒」。
在紐約期間，他在美國參議院鐵達尼號沉沒調查中擔任證人，他被要求證實航行、乘客疏散和救生艇撤離的細節；他的大部分證詞都涉及救生艇下水和鐵達尼號導航的細節，包括許多冰山警告。在所有出席作證的人當中，他也是第一個表示在沉沒期間看到另一艘近在咫尺的船隻，而且沒有對鐵達尼號的遇險求救做出反應，而這艘船被人們認為是加州人號。5月2日，他和其他生還海官搭乘亞得里亞號離開紐約。返回英格蘭後，也在英國沉船專員鐵達尼號沉沒調查中擔任證人。

## 晚年和逝世
在鐵達尼號沉沒之後，博克斯霍爾罹患胸膜炎，可能是災難中的後遺症。他短暫擔任了亞得里亞號四副。1915年5月27日，晉升為皇家海軍後備隊上尉。在第一次世界大戰期間，他被委任在聯邦號戰艦上服役一年，然後被派往直布羅陀，他在那裡指揮一艘魚雷艇。
戰爭結束後，1919年3月25日，博克斯霍爾在聖安德魯教堂與約克郡實業家的女兒瑪橋里·巴托斯（Marjory Beddells）結婚。雖然這對夫婦沒有孩子，但婚姻幸福。5月，博克斯霍爾回到白星航運。1923年5月27日，晉升為皇家海軍後備隊少校。1926年6月30日，他開始擔任奧林匹克號二副。1933年，白星航運與冠達航運合併成冠達-白星航運之後，他擔任阿奎塔尼亞號大副。但是由於所有生還的鐵達尼號船員都已經被貼上負面標籤，全部得不到理想的職位，因此博克斯霍爾也從未擔任過任何商船的船長。
在航海職業生涯歷經41年後，他於1940年退休。博克斯霍爾是一個沉默寡言的安靜男子，通常不願談論他在鐵達尼號上的經歷。但是在商船界中，博克斯霍爾享有許多高級人物的尊重和友誼。1958年，他擔任英國電影《此夜永難忘》的技術顧問。當博克斯霍爾同意協助製作這部電影時，他的家人們感到很驚訝，因為他一直不願談論這場災難。他還參加了這部電影的宣傳活動和萊斯特廣場歐典電影院的首映式。在《此夜永難忘》上映之後的幾年裡，博克斯霍爾與一些研究人員進行了交談，並於1962年接受英國廣播公司採訪關於鐵達尼號的話題。
在1960年代，他的健康狀況迅速惡化，最終住院治療。身為最後一名在世的鐵達尼號生還海官，博克斯霍爾於1967年4月25日死於腦血栓，享壽83歲。根據他的遺願，他的骨灰撒在北大西洋——55年前鐵達尼號沉沒事故的現場——他計算的事故位置是41°46N 50°14W（實際上距離鐵達尼號殘骸遺址座標41°43N 49°56W約66公里）。

## 文化描寫
- 傑克·沃特林（英语：Jack Watling）（1958年）——《此夜永難忘》（電影），博克斯霍爾本人擔任電影編劇和佈景設計師的技術顧問。
- 沃倫·克拉克（英语：Warren Clarke）（1979年）——《鐵達尼號遇難記（英语：S.O.S. Titanic）》（電視劇）
- 傑拉德・普蘭科特（英语：Gerard Plunkett）（1996年）——《鐵達尼號》（電視劇），由於該劇將博克斯霍爾的角色與六副詹姆斯·穆迪合併，該劇錯誤將他描寫為與鐵達尼號一起沉沒。
- 賽門·克蘭（英语：Simon Crane）（1997年）——《鐵達尼號》（電影），博克斯霍爾的角色出現在許多艦橋場景中，並接受船長命令在碰撞後關閉所有發動機。他還負責發射訊號彈和指揮2號救生艇。
- 格倫·麥克杜格爾（英语：Glen McDougal）（1998年）——《鐵達尼號：秘密揭曉（英语：Titanic: Secrets Revealed）》（電視紀錄片）
- 西恩·貝瑞（英语：Cian Barry）（2012年）——《鐵達尼號（英语：Titanic (2012 miniseries)）》（電視劇）

## 外部連結
- Titanic-Titanic
- Encyclopedia Titanica （页面存档备份，存于）
- US Senate Inquiry